# FC Ingolstadt 04 (Frauenfußball)
Der FC Ingolstadt 04 (offiziell: Fußballclub Ingolstadt 04 e. V.) ist ein Fußballverein aus der oberbayerischen Stadt Ingolstadt. Der Verein verfügt über eine Frauenfußballabteilung, die seit 2019 in der 2. Frauen-Bundesliga vertreten ist.

## Geschichte

### 2004–2010: Fußball in der Bezirksoberliga
Die erste Frauenmannschaft des FC Ingolstadt 04 startete 2004/05 in der Bezirksoberliga Oberbayern. Mit den siebten Platz belegte die Mannschaft einen Mittelfeldplatz. In der darauffolgenden Saison verpasste der FC um einen Punkt den Aufstieg und belegte hinter dem FC Forstern und den SV Schechen den dritten Platz. In der Saison 2006/07 verpasste der FCI erneut den Aufstieg in die Landesliga. Hinter dem SV Schechen belegte man den zweiten Platz.
In der darauffolgenden Saison konnte die Mannschaft aus Ingolstadt ihre Leistungen nicht bestätigen und belegten mit den siebten Platz einen Mittelfeldplatz. In der Saison 2008/09 konnten sie mit den vierten Platz eine bessere Platzierung erreichen und in der Saison 2009/10 verpasste der FCI nur aufgrund der weniger geschossenen Tore den ersten Platz und damit den Aufstieg.

### 2010–2019: Rasanter Aufstieg bis in die Regionalliga
Im Jahr 2010/11 gelang der Mannschaft der Aufstieg in die Landesliga Süd und in der neuen Liga blieb die Mannschaft ungeschlagen und schaffte den Durchmarsch in die Bayernliga. In der ersten Saison in der Bayernliga, der Saison 2012/13, verpasste man den erneuten Durchmarsch und belegte hinter dem 1. FC Nürnberg den zweiten Platz. In der Saison 2013/14 schafften die Frauen aus Ingolstadt mit zwei Punkten Vorsprung vor dem SV Frauenbiburg den Aufstieg in die Regionalliga Süd.
In der Saison 2014/15 belegte der FC Ingolstadt als bester Aufsteiger mit den siebten Platz einen Mittelfeldplatz. In der darauffolgenden Saison konnte die Mannschaft ihre Leistung noch steigern und belegte am Saisonende den vierten Platz. Nachdem sie bereits die Saison 2016/17 den sechsten Platz belegten, belegten sie auch in der darauffolgenden Saison den sechsten Platz. 2019 wurden die Ingolstädterinnen Meister der Regionalliga Süd und setzten sich in den Aufstiegsspielen zur 2. Bundesliga gegen Borussia Bocholt durch.

### Seit 2019: Zeit in der 2. Bundesliga
Die Saison 2019/20 musste aufgrund der COVID-19-Pandemie nach dem 16. Spieltag abgebrochen werden. Zu diesem Zeitpunkt belegte der FC Ingolstadt als bester Aufsteiger den 6. Tabellenplatz. Im Jahr 2020/21 wurde die 2. Frauen-Bundesliga aufgeteilt, sodass der Verein in der Staffel Süd angetreten ist. Dort hat er mit dem 4. Tabellenplatz einen Nichtabstiegsplatz erreicht. Die Saison 2021/22 und 2022/23 spielte die Mannschaft gegen den Abstieg und landete auf dem 11. Tabellenplatz. 2023/24 erreichte der FC Ingolstadt den 10. Tabellenplatz.

## Kader Saison 2024/25
(Stand: 9. Februar 2025)
| 01 | Franziska Maier | Deutschland |
| 12 | Pia Hein        | Deutschland |
| 22 | Anna-Lena Daum  | Deutschland |
| 30 | Eva Bischoff*   | Deutschland |

| 02 | Mara Winter          | Deutschland |
| 03 | Anja Suttner         | Deutschland |
| 04 | Anna-Lena Härtl      | Deutschland |
| 05 | Lea Wolski           | Deutschland |
| 10 | Lisa Ebert           | Deutschland |
| 14 | Katharina Krist      | Deutschland |
| 15 | Ina-Marie Timmermann | Deutschland |
| 19 | Anna-Lena Fritz      | Deutschland |
| 25 | Sarah Tschiers       | Deutschland |

| 06 | Kerstin Bogenschütz     | Deutschland |
| 07 | Nadja Burkard           | Deutschland |
| 08 | Ivana Slipčević         | Kroatien    |
| 09 | Emma Kusch              | Deutschland |
| 11 | Paula Vidović           | Kroatien    |
| 13 | Larissa Galvez-Estrada  | Deutschland |
| 17 | Leonie Hein             | Deutschland |
| 18 | Sarah Schauer           | Deutschland |
| 20 | Katharina Reikersdorfer | Osterreich  |
| 21 | Pija Reininger          | Deutschland |
| 23 | Magdalena Schwarz       | Deutschland |
| 24 | Stefanie Reischmann     | Deutschland |
| 27 | Erjona Zani             | Deutschland |

| 13 | Josephine Ekotto      | Kamerun     |
| 26 | Katharina Schmittmann | Deutschland |
| 29 | Nina Penzkofer        | Deutschland |

## Nachwuchs
Für Nachwuchs im Frauenfußball sorgt mit großem Potential die 2. Mannschaft der Schanzerinnen sowie die U 16- und U 17-Juniorinnen. Sportlich, aber auch organisatorisch gehen sie in den letzten Jahren mit riesigen Schritten voran. Langfristig haben die Frauen große Ambitionen und Ziele, um die allgemeinen professionellen Strukturen im Frauenfußball zu erreichen, die man sich selbst und der DFB als Ziel gesetzt hat. Inzwischen gibt es zahlreiche Kooperationen mit Partnern und anderen Vereinen. Die Schanzerinnen berichten hier über das Leben als Fußballspielerin und führen Fördertraining und Schulungen für die Kooperationspartner durch.